# Parabola GNU/Linux-libre
Parabola GNU/Linux-libre ("Parábola" en castellano) es un proyecto de software libre y distribución del sistema operativo GNU/Linux que intenta proveer una versión de Arch Linux completamente libre, con paquetes optimizados para arquitecturas i686, x86 64 y ARMv7. Parábola pretende que sus herramientas de administración y sus paquetes sean ingenierilmente minimalistas. El objetivo es brindar al usuario avanzado control total de su sistema con aplicaciones 100% libres. Parábola GNU/Linux es listada por la Free Software Foundation como un sistema operativo totalmente libre.
El desarrollo se enfoca en la simplicidad del sistema, la inclusión de la comunidad en su desarrollo y en ofrecer lo último en software libre. Su diseño ligero y simple lo hace fácil de extender a cualquier otro tipo de sistema que se desee construir.

## Historia
Parábola fue originalmente una idea de miembros del canal de IRC en inglés de gNewSense en 2009. Ese mismo año se sumaron miembros de distintas comunidades de Arch, sobre todo de habla hispana, y gente de más países ha contribuido tanto en su desarrollo como en mantenimiento de paquetes y documentación. Hoy en día la comunidad de Parábola se encuentra dispersa internacionalmente.
El 20 de mayo de 2011, Parábola fue aceptada como una distribución totalmente libre por el proyecto GNU, pasando a formar parte de su lista de distribuciones GNU/Linux libres.

## Diferencias con Arch Linux
El proyecto se caracteriza por proveer únicamente el software 100% libre contenido en los repositorios oficiales de Arch Linux para las arquitecturas i686 y x86_64, y de Arch Linux ARM para la arquitectura ARMv7; además de proveer reemplazos libres cuando es posible, como el kernel Linux-libre en lugar de Linux.
El proceso de filtrado de los repositorios elimina alrededor de 400 paquetes de software que no cumplen con las cuatro libertades del software por cada arquitectura.
Entre 2011 y 2014 estuvo disponible una versión de la distribución orientada a computadoras que utilizan el procesador Loongson, un derivado de la arquitectura MIPS de 64 bits.

## Características
Al igual que la distribución principal, Parábola utiliza el mismo manejador de paquetes, Pacman, y también se caracteriza por ser una distribución rolling release, es decir en constante actualización, de manera que los usuarios siempre cuentan con la última versión del sistema.
Existen dos formas de obtenerla, ya sea por imágenes ISO instalables o bien migrando desde un sistema de tipo Arch Linux previamente instalado, cambiando la lista de repositorios por los de Parábola.
La mayoría de sus paquetes se comprimen utilizando el formato XZ, que utiliza el algoritmo LZMA.

## El contrato social de Parábola GNU/Linux

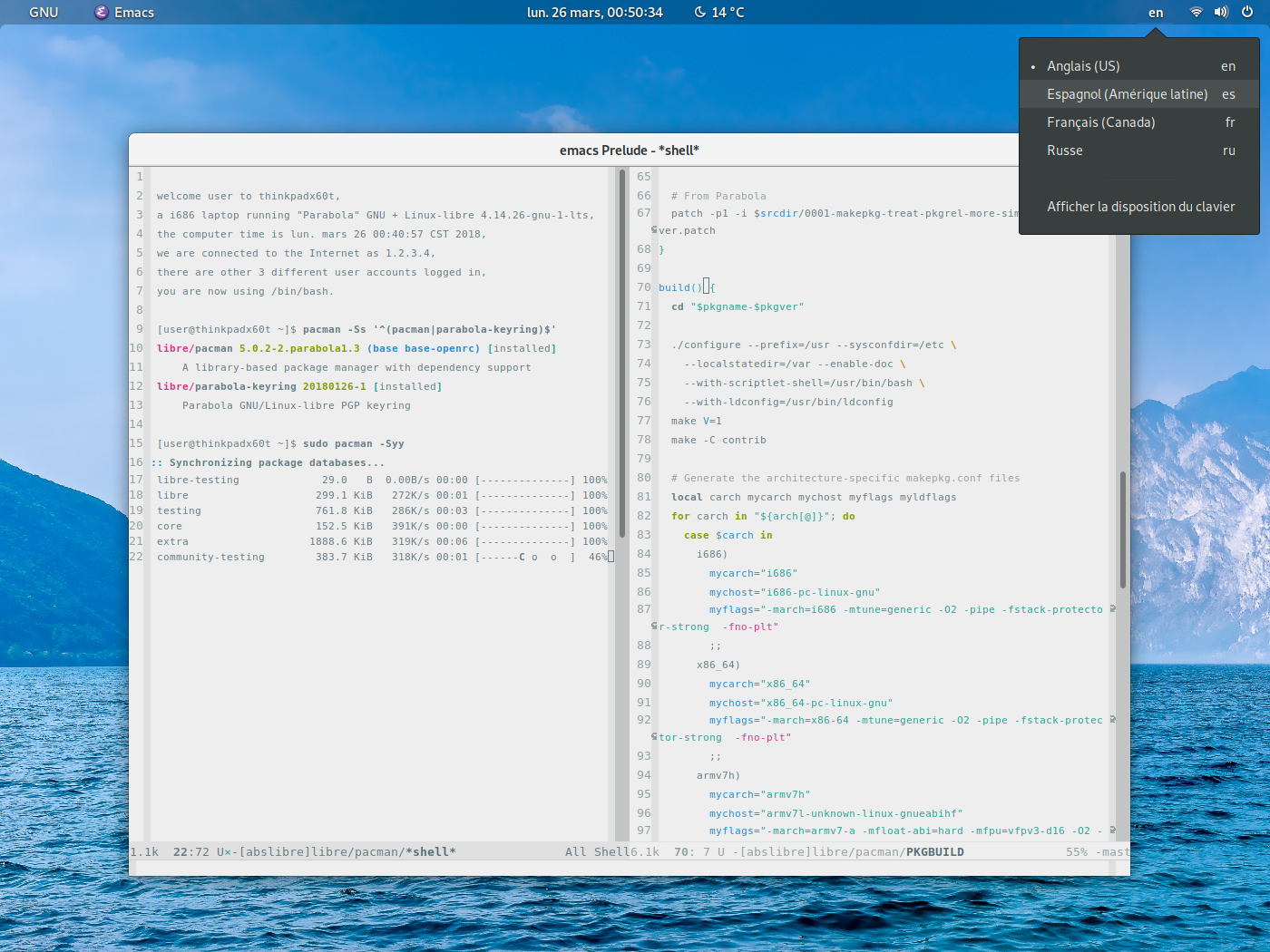
Captura de pantalla de Parábola GNU/Linux-libre, con el escritorio GNOME y el editor de textos GNU Emacs.

El "contrato social" de Parábola GNU/Linux es un compromiso de la distribución con la comunidad de software libre en general y de sus usuarios en particular. Es por esto, que tal contrato siempre seguirá la filosofía del conocimiento libre. Todas las enmiendas a este contrato social deben ser fieles al espíritu del movimiento del software libre.
1. Parábola GNU/Linux es software libre: seguirá las Pautas para distribuciones de sistemas libres, así que no incluye o recomienda software privativo o documentación y no provee ningún tipo de soporte para su instalación o ejecución. Esto incluye: software privativo, firmware solo binario o blobs binarios.
2. Parábola GNU/Linux y otras distribuciones: El objetivo de Parábola es apoyar al movimiento de software libre así que solamente se deba competir contra el software no-libre. Parábola luchará para apoyar a otros proyectos de software libre lo mejor que pueda y cualquier información del proyecto estará disponible para cualquiera que la necesite. Eso incluye paquetes y repositorios.
3. Parábola GNU/Linux y su comunidad: La comunidad de Parábola es democrática en su esencia, así que la comunidad es incluida siempre que se necesite tomar una decisión. Se anima a la participación comunitaria en el desarrollo del proyecto.
4. Parábola GNU/Linux y ArchLinux: Parábola es la versión libre de Arch Linux. Provee repositorios e imágenes de instalación sin software no-libre. Respeta la filosofía KISS (Keep It Simple, Stupid / Mantenlo simple) de Arch y su proceso de desarrollo. En ese sentido, Parábola siempre mantendrá compatibilidad inversa con Arch para ayudar a liberar instalaciones que ya funcionan.